# Pleins phares
Pour plus de détails, voir Fiche technique et Distribution.
Pleins phares (The Lively Set) est un film américain réalisé par Jack Arnold, sorti en 1964.

## Fiche technique
- Titre original : The Lively Set
- Titre français : Pleins phares
- Réalisation : Jack Arnold
- Scénario : William Alland, Mel Goldberg et William Wood
- Photographie : Carl E. Guthrie
- Montage : Archie Marshek
- Musique : Bobby Darin
- Pays d'origine : États-Unis
- Format : Couleurs - 1,85:1 - Mono
- Genre : road movie
- Durée : 95 minutes
- Date de sortie : 1964

## Distribution
- James Darren : Casey Owens
- Pamela Tiffin : Eadie Manning
- Doug McClure : Chuck Manning
- Joanie Sommers : Doreen Grey
- Marilyn Maxwell : Marge Owens
- Charles Drake : Paul Manning
- Frances Robinson : Celeste Manning
- Greg Morris : Officier de police
- Ross Elliott : Ernie Owens
- Russ Conway : Dave Moody
- James Nelson : Lui-même
- Duane Carter : Lui-même
- Ron Miller : Lui-même